# Amàlia de Leuchtenberg
Amèlia de Leuchtenberg (Milà, 31 de juliol de 1812 - Lisboa, 26 de gener de 1873), duquessa de Leuchtenberg i emperatriu consort de Brasil (1829-1831).

## Orígens familiars
Filla del duc Eugeni de Beauharnais i Augusta de Baviera va néixer a la ciutat de Milà el 31 de juliol de 1812.
Per línia paterna era neta de l'emperatriu Josefina Bonaparte, que es casà posteriorment amb Napoleó Bonaparte. Per línia materna era neta del rei Maximilià I de Baviera.

## Núpcies i descendents
Es casà per poders el 2 d'agost de 1829 a Múnic, i en persona el 17 d'octubre del mateix any a Rio de Janeiro, amb l'emperador Pere I de Brasil. D'aquesta unió nasqué la princesa Maria Amèlia de Bragança (1832-1853).
A la seva arribada a Brasil el mateix any, en companyia del seu germà August, va rebre la benedicció de casament a la Capella Reial de Rio de Janeiro. L'emperador, encantat amb la seva bellesa, va crear en homenatge seu l'Ordre Imperial de la Rosa.
Després de l'abdicació de Pere I de Brasil al tron de Brasil el 7 d'abril de 1831, Amèlia va seguir el seu marit fins a Portugal per lluitar contra el seu germà Miquel I de Portugal, que havia usurpat el tron portuguès a la seva filla Maria II de Portugal, en virtut dels seus títols de Regent i duc de Bragança.
Després de la mort de Pere I, ocorreguda el setembre de 1834, es dedicà a fer obres de caritat i a cuidar de la seva única filla, malalta de tuberculosi. Va morir a Lisboa el 26 de gener de 1873. L'any 1982 es van traspassar les seves restes a la cripta Monument a la Independència del Brasil de São Paulo.

## Distincions honorífiques
- Gran mestre de l'Ordre de la Reina Santa Isabel (Regne de Portugal).
- Dama gran creu de l'Ordre imperial de la Rosa (Imperi del Brasil).
- Dama gran creu de l'Ordre de Nostra Senyora de la Concepció de Villaviciosa (Regne de Portugal, 1829).
- Dama de l'Ordre de las Dames Nobles de la Reina María Luisa (Regne d'España, 1834).
- Dama de primera clase de l'Ordre de la Creu Estrellada (Imperi Austrohongarès, 1839)[3][4]
- Dama de l'Ordre de Santa Isabel. (Regne de Baviera).[5][6][7]
- Dama d'honor de l'Ordre de Teresa (Regne de Baviera).
- Dama gran creu de l'Ordre imperial de Sant Carles (Segon Imperi Mexicà).